# Ałeksandar Małenko
Ałeksandar Małenko, mac. Александар Маленко (ur. 20 stycznia 1979 w Ochrydzie) – macedoński pływak, olimpijczyk. Brał udział w igrzyskach w roku 1996 (Atlanta) i 2004 (Ateny). Nie zdobył żadnych medali.

## Letnie Igrzyska Olimpijskie 1996 w Atlancie
| Konkurencja             | Eliminacje | Eliminacje | Ćwierćfinały          | Ćwierćfinały          | Półfinały             | Półfinały             | Finał                 | Finał                 |
| Konkurencja             | Czas       | Miejsce    | Czas                  | Miejsce               | Czas                  | Miejsce               | Czas                  | Miejsce               |
| ----------------------- | ---------- | ---------- | --------------------- | --------------------- | --------------------- | --------------------- | --------------------- | --------------------- |
| 200 m stylem motylkowym | 2:01,46    | 23.        | → Nie awansował dalej | → Nie awansował dalej | → Nie awansował dalej | → Nie awansował dalej | → Nie awansował dalej | → Nie awansował dalej |
| 400 m stylem zmiennym   | 4:34,06    | 24.        | → Nie awansował dalej | → Nie awansował dalej | → Nie awansował dalej | → Nie awansował dalej | → Nie awansował dalej | → Nie awansował dalej |

## Letnie Igrzyska Olimpijskie 2004 w Atenach
| Konkurencja           | Eliminacje | Eliminacje | Ćwierćfinały          | Ćwierćfinały          | Półfinały             | Półfinały             | Finał                 | Finał                 |
| Konkurencja           | Czas       | Miejsce    | Czas                  | Miejsce               | Czas                  | Miejsce               | Czas                  | Miejsce               |
| --------------------- | ---------- | ---------- | --------------------- | --------------------- | --------------------- | --------------------- | --------------------- | --------------------- |
| 200 m stylem dowolnym | 1:53,00    | 35.        | → Nie awansował dalej | → Nie awansował dalej | → Nie awansował dalej | → Nie awansował dalej | → Nie awansował dalej | → Nie awansował dalej |